# Distretto di Si Mueang Mai
Il distretto di Si Mueang Mai (in thailandese: ศรีเมืองใหม่) è un distretto (amphoe) della Thailandia, situato nella provincia di Ubon Ratchathani.